# Matrimonio igualitario en Connecticut

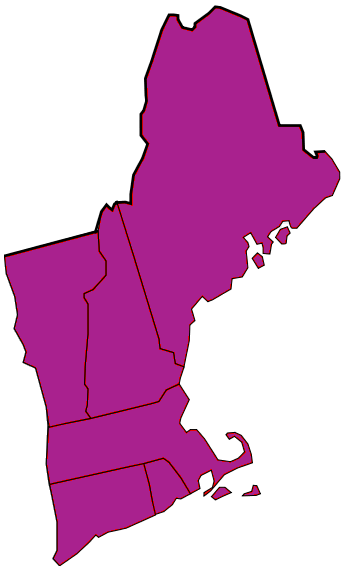
Mapa de matrimonios del entre personas del mismo sexo en Nueva Inglaterra.

Connecticut es uno de los pocos estados de los Estados Unidos que permite el matrimonio igualitario, desde el año 2008.

## Antecedentes
Connecticut aprobó una ley de unión civil entre personas del mismo sexo el 20 de abril de 2005, y entró en vigor el 1 de octubre de 2005. Aunque establecía los mismos derechos que el matrimonio, se hizo una enmienda en la ley para que restringiera la definición de matrimonio al de un hombre con una mujer, tras una amenaza de veto de la gobernadora del estado.
En agosto de 2004 la organización de derechos civiles Gay and Lesbian Advocates and Defenders (abogados y defensores gais y lesbianas) presentó una demanda en los tribunales en nombre de ocho parejas homosexuales reclamando el derecho al matrimonio. Aunque en primera instancia fue rechazada la demanda con el argumento de que la ley de unión civil proporcionaba los mismos derechos que el matrimonio se presentó recurso ante la corte suprema del estado, el 14 de mayo de 2007, que se llamó el caso Kerrigan y Mock vs. Connecticut Department of Public Health.
El 10 de octubre de 2008 el tribunal supremo de Connecticut estableció que negar el nombre de matrimonio a la unión entre personas del mismo sexo, o no otorgarles los mismos derechos y responsabilidades era contrario a la cláusula de protección de la igualdad de la Constitución del estado y que los matrimonios homosexuales tenían que legalizarse.

## Ley de matrimonio
Paralelamente el 31 de enero de 2007 se anunció la presentación en el comité del senado de asuntos judiciales de Connecticut de un proyecto de ley que otorgaría a las parejas del mismo sexo la totalidad de los derechos matrimoniales. 
La ley, denominada HB 7395, se aprobó en el comité judicial del estado, sin pasar por el pleno, tras una votación de 27 a 15, el 12 de abril de 2007. Convirtiéndose así Connecticut en el tercer estado de Estados Unidos tras Massachusetts y California en legalizar el matrimonio homosexual.
La gobernadora Jodi Rell anunció que vetaría la ley de matrimonio homosexual, pero tras la decisión judicial no tomó ninguna medida.

## Opinión pública
Un estudio de la Universidad Quinnipiac del 7 de abril de 2005,  el día después de la aprobación de la unión civil, mostró que 56% de los votantes registrados estaba a favor de la ley de unión, mientras que el 37% estaba en contra. La encuesta mostraba que el 53% estaban a favor del matrimonio homosexual el 42% se oponían.
Los demócratas respaldaban la propuesta de la unión civil, 66% a favor 29% en contra, y el matrimonio homosexual, 53% a 42%.  Los republicanos  se oponían a la unión por un estrecho margen, 48% en contra y 45% a favor, pero se oponían al matrimonio homosexual,  70% a 26%.  Los votantes independientes apoyaban la unión civil, 56% a 37%, pero estaban en contra del matrimonio homosexual,  52% a 42%.
Las mujeres votantes apoyaban la unión civil en un 60% a favor frente a un 34% en contra, pero se dividían en un 47% y 48% respecto al matrimonio homosexual. Los hombres respaldaban la unión civil con un 52% frente a un 42%, pero se oponían al matrimonio homosexual 59% a 36%.